# KF Vllaznia
KF Vllaznia – albański klub piłkarski z siedzibą w Szkodrze.

## Osiągnięcia
- Mistrz Albanii (9): 1940 (nieuznawane przez albański związek piłkarski[1]), 1945, 1946, 1972, 1974, 1978, 1983, 1992, 1998, 2001
- Puchar Albanii (8): 1965, 1972, 1979, 1981, 1987, 2008, 2021, 2022
- Superpuchar Albanii (2): 1998, 2001

## Historia
Założony 16 lutego 1919, jako jeden z pierwszych klubów albańskich. Nazwa klubu oznacza w języku albańskim "bractwo, braterstwo". W 1929 nazwa klubu została zmieniona na "Bashkimi Shkodran" (Związek Szkoderski). Klub jeszcze kilkakrotnie zmieniał nazwę: w 1935 powrócił do nazwy KS Vllaznia, w 1950 przyjął nazwę Shkoder, rok później Puna Shkoder (Praca Szkodra), by powrócić do obecnej nazwy w 1958. Klub zdobył 9 razy mistrzostwo kraju, a ośmiokrotnie triumfował w Pucharze Albanii. W sezonie 1978/1979 klub ze Szkodry grał w Pucharze Mistrzów Klubowych, rywalizując z Austrią Wiedeń. Po zwycięstwie na własnym boisku 2:0, Albańczycy ulegli na wyjeździe klubowi z Wiednia 1:4. Potem Vllaznia dwukrotnie przeszła I rundę pucharową - w sezonie 1987/1988 w Pucharze Zdobywców Pucharów, po pokonaniu maltańskiego zespołu Sliema Wanderers. W sezonie 2001/2002 w pierwszej rundzie Albańczycy pokonali zespół KR Reykjavík.
Zespół rozgrywa mecze na stadionie im. Loro Boriçi.

## Obecny skład
Stan na 9 lipca 2025
| Nr | Poz. | Piłkarz                        |
| -- | ---- | ------------------------------ |
| 1  | BR   | Kristi Qarri                   |
| 2  | OB   | Erdenis Gurishta               |
| 3  | OB   | Gledjan Pusi                   |
| 4  | OB   | Artan Jazxhi (wyp. z KF Teuta) |
| 6  | PO   | Ardit Krymi                    |
| 8  | OB   | Eslit Sala                     |
| 9  | NA   | Bekim Balaj (kapitan)          |
| 12 | BR   | Aron Jukaj                     |
| 14 | PO   | Arsid Kruja                    |
| 15 | NA   | Aris Ara                       |
| 16 | OB   | Melos Bajrami                  |
| 19 | OB   | Flori Spahija                  |
| 20 | PO   | Esat Mala                      |

| Nr | Poz. | Piłkarz                            |
| -- | ---- | ---------------------------------- |
| 23 | OB   | Esin Hakaj                         |
| 25 | PO   | Klinti Qato                        |
| 27 | PO   | Arval Maliqi                       |
| 29 | PO   | Andrey Yago                        |
| 31 | BR   | Rezart Bunjaj                      |
| 33 | OB   | Amir Brahimi                       |
| 40 | PO   | Ensar Tafili                       |
| 55 | OB   | Aleksandër Kuro                    |
| 77 | PO   | Antonio Delaj                      |
| 92 | OB   | Elmando Gjini (wyp. z FC Ballkani) |
| 99 | NA   | Alfred Mensah                      |
|    | PO   | Xhoel Hajdari                      |
|    | NA   | Gerald Kubazi                      |

## Europejskie puchary
Legenda do wszystkich tabel:
- Q – runda eliminacyjna, 1/16, 1/8, 1/4, 1/2 – odpowiednia faza rozgrywek, Grupa – runda grupowa, 1r gr – pierwsza runda grupowa, 2r gr – druga runda grupowa, F – finał, R – runda, PO – play-off
- k. – rzuty karne, los. – losowanie, Dogr. – dogrywka, w. – zasada bramek strzelonych na wyjeździe

| Sezon     | Rozgrywki                 | Runda | Przeciwnik               | Dom | Wyjazd | Ogólnie    |
| --------- | ------------------------- | ----- | ------------------------ | --- | ------ | ---------- |
| 1978/79   | Puchar Europy             | 1R    | Austria Wiedeń           | 2–0 | 1–4    | 3–4        |
| 1987/88   | Puchar Zdobywców Pucharów | 1R    | Sliema Wanderers         | 2–0 | 4–0    | 6–0        |
| 1987/88   | Puchar Zdobywców Pucharów | 2R    | Rovaniemen Palloseura    | 0–1 | 0–1    | 0–2        |
| 1991/92   | Puchar UEFA               | 1R    | AEK Ateny                | 0–1 | 0–2    | 0–3        |
| 1998/99   | Liga Mistrzów             | Q     | Dinamo Tbilisi           | 3–1 | 0–3    | 3–4, (wo)  |
| 1999/2000 | Puchar UEFA               | Q     | Spartak Trnawa           | 1–1 | 0–2    | 1–3        |
| 2000      | Puchar Intertoto          | 1R    | Nea Salamina Famagusta   | 1–2 | 1–4    | 2–6        |
| 2001/02   | Liga Mistrzów             | 1Q    | Reykjavíkur              | 1–0 | 1–2    | 2–2, w.    |
| 2001/02   | Liga Mistrzów             | 2Q    | Galatasaray SK           | 1–4 | 0–2    | 1–6        |
| 2003/04   | Puchar UEFA               | Q     | Dundee F.C.              | 0–2 | 0–4    | 0–6        |
| 2004      | Puchar Intertoto          | 1R    | Hapoel Beer Szewa        | 1–2 | 3–0    | 4–2        |
| 2004      | Puchar Intertoto          | 2R    | NK Slaven Belupo         | 1–0 | 0–2    | 1–2        |
| 2007      | Puchar Intertoto          | 1R    | NK Zagreb                | 1–0 | 1–2    | 2–2, w.    |
| 2007      | Puchar Intertoto          | 2R    | Trabzonspor              | 0–4 | 0–6    | 0–10       |
| 2008/09   | Puchar UEFA               | 1Q    | FC Koper                 | 0–0 | 2–1    | 2–1        |
| 2008/09   | Puchar UEFA               | 2Q    | SSC Napoli               | 0–3 | 0–5    | 0–8        |
| 2009/10   | Liga Europy               | 1Q    | Sligo Rovers             | 1–1 | 2–1    | 3–2        |
| 2009/10   | Liga Europy               | 2Q    | Rapid Wiedeń             | 0–3 | 0–5    | 0–8        |
| 2011/12   | Liga Europy               | 1Q    | Birkirkara FC            | 1–1 | 1–0    | 2–1        |
| 2011/12   | Liga Europy               | 2Q    | FC Thun                  | 0–0 | 1–2    | 1–2        |
| 2021/22   | Liga Konferencji Europy   | 1Q    | Široki Brijeg            | 3–0 | 1–3    | 4–3        |
| 2021/22   | Liga Konferencji Europy   | 2Q    | AEL Limassol             | 0–1 | 0–1    | 0–2        |
| 2022/23   | Liga Konferencji Europy   | 2Q    | CS Universitatea Craiova | 1–1 | 0–3    | 1–4        |
| 2023/24   | Liga Konferencji Europy   | 1Q    | Linfield                 | 1–0 | 1–3    | 2–3        |
| 2024/25   | Liga Konferencji          | 1Q    | Valur                    | 0–4 | 2–2    | 2–6        |
| 2025/26   | Liga Konferencji          | 1Q    | BFC Daugavpils           | 0–1 | 4–2    | 4–3        |
| 2025/26   | Liga Konferencji          | 2Q    | Víkingur Reykjavík       | 2–1 | 2–4    | 4–5, Dogr. |